# 12. zongoraverseny (Mozart)
Wolfgang Amadeus Mozart 12., A-dúr zongoraversenye a Köchel-jegyzék-ben 414 szám alatt (385p) szerepel.

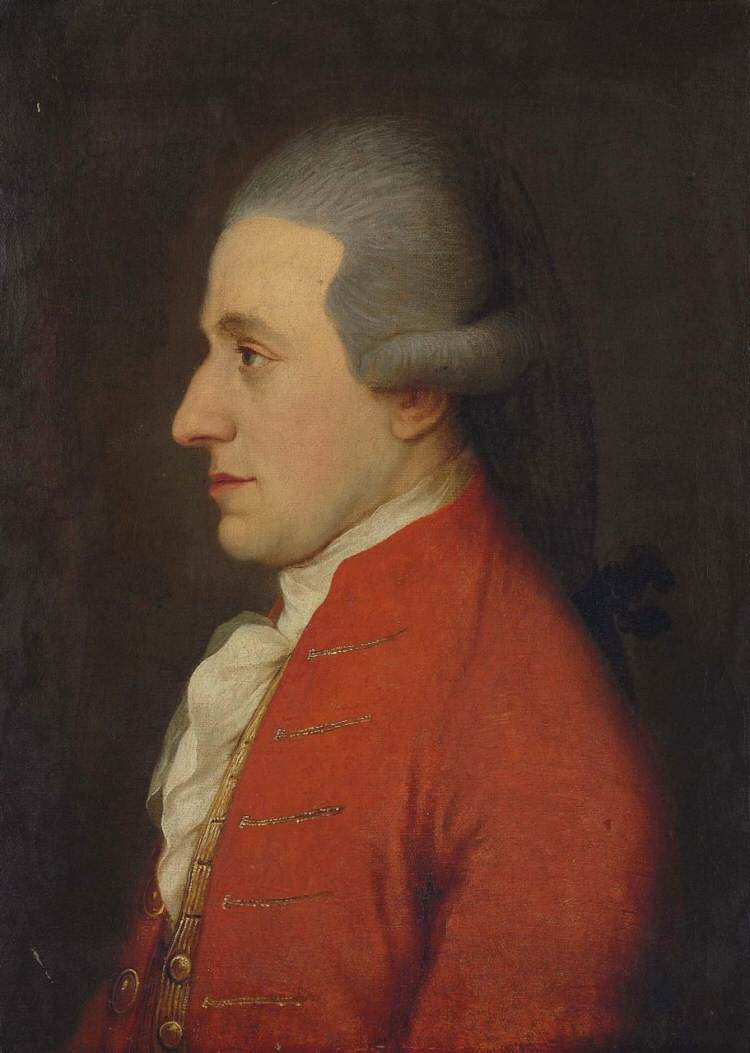

## Keletkezése, története
A korai Bécsben írt zongoraversenyek egyik darabja, az első teljes zongoraverseny, melyet Bécsben írt Wolfgang Amadeus Mozart 1782-ben.
Az utolsó kiadású Köchel-jegyzék szerint a  No. 12.  (K. 414) keletkezett előbb és nem a  No.11. (K. 413).

## Szerkezete, jellemzői
A hangszerelés vonósokra, 2 oboára 2 kürtre, 2 basszetkürtre, zongorára készült.
Mozart saját házi használatra vonósnégyes kíséretre is átírta.
Tételei:
1. Allegro A-dúrban
2. Andante D-dúrban
3. Allegretto A-dúrban

Az A-dúr koncertrondó zongorára (K. 386) néven ismert önálló koncertdarab  ezen zongoraverseny alternatív zárótétele, hasonlóan, a D-dúr koncertrondó zongorára (K. 382) esetéhez, amely az 5. zongoraverseny alternatív zárótétele.
Ez a zongoraverseny zenei effektusaiban, megoldásaiban előfutára Mozart érettebb zongoraversenyeiben megjelenő zenei megoldásoknak.

## Ismertség, előadási gyakoriság
Hangversenyen, hanglemezen, vagy elektronikus médiákban viszonylag ritkán hallgatható darab. 2006-ban a Mozart-év kapcsán a Magyar Rádió Bartók Rádiójának Mozart összes művét bemutató sorozatában volt hallható.